# أحمد إبراهيم شلبي
أحمد إبراهيم شلبي هو كاتب وباحث أكاديمي مصري في مجال التربية، يعمل أستاذًا للمناهج وطرق تدريس الدراسات الاجتماعية بكلية التربية جامعة عين شمس، كما أن له العديد من المؤلفات التي تختص بطرق تدريس المناهج وأثرها على البيئة.

## مؤلفاته
- البيئة والمناهج المدرسية: صدر عن مؤسسة الخليج العربي للطباعة والنشر عام 1986.[1]
- الشباب بين التطرف والانحراف: صدر عن مكتبة الدار العربية للكتاب عام 1996.[2]
- تدريس الجغرافيا في مراحل التعليم العام: صدر عن مكتبة الدار العربية للكتاب عام 1996.[3]
- البيئة والمناهج الدراسية: صدر عن مركز الكتاب للنشر عام 1991.[4]
- الدور السلمى والاعمال المدنية للجيش منذ عصر الرعامسة وحتى نهاية التاريخ المصرى القديم: صدر عن المجلس الاعلى لرعاية الشباب والتربية الرياضية عام 2005.[5]